# Pfarrkirche Oppenberg

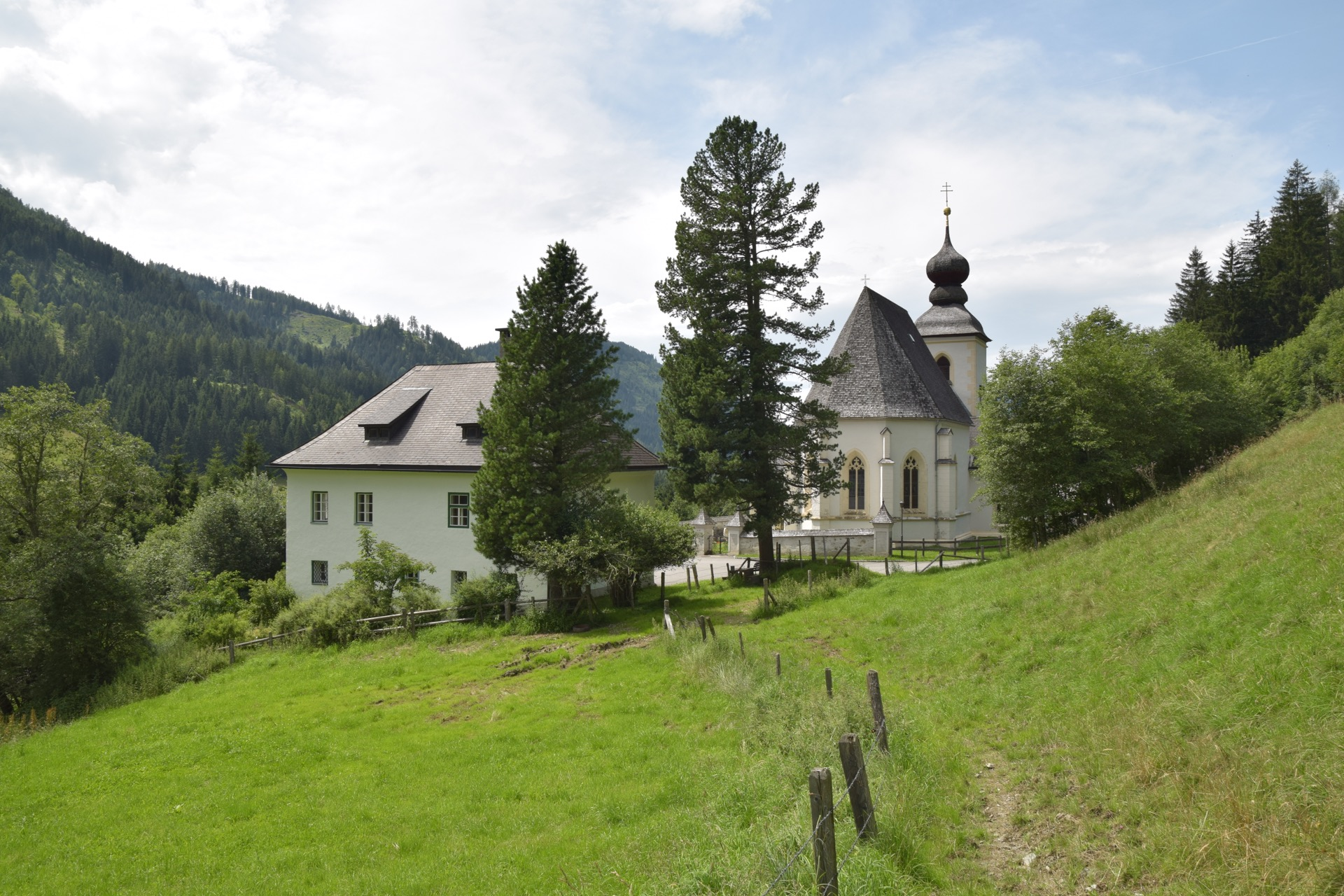
Katholische Pfarrkirche Mariä Geburt in Oppenberg

Chorraum

Orgelempore

Die Pfarrkirche Oppenberg ist eine einsame Bergkirche in 1008 m Höhe in der Ortschaft Oppenberg in der Stadtgemeinde Rottenmann im Bezirk Liezen in der Steiermark. Die dem Patrozinium Mariä Geburt unterstellte römisch-katholische Pfarrkirche gehört zum Dekanat Admont in der Diözese Graz-Seckau. Die Kirche und der Friedhof stehen unter Denkmalschutz (Listeneintrag).

## Geschichte
Im 13. Jahrhundert wird eine Kirche urkundlich genannt, im 15. Jahrhundert wurde sie umgebaut. Von 1514 bis 1785 war die Kirche dem Stift Rottenmann inkorporiert.

## Architektur
Dem im Kern romanischen Kirchengebäude wurden im 15. Jahrhundert Wandpfeiler eingestellt und ein gotisches Kreuzrippengewölbe auf einfachen Konsolen eingezogen. Die dreiachsige gotische Westempore über Spitzbogenarkaden und Kreuzrippengewölbe hat eine vorgezogene barocke Holzempore. Am Ostjoch des Langhauses sind flankierend zwei barocke kreuzgratgewölbte Seitenkapellen angestellt. Der stark eingezogene, rundbogige Triumphbogen trennt den um vier Stufen erhöhten, dreijochigen, durch Maßwerkfenster belichteten Chor vom Schiff. Er endet mit einem Dreiachtelschluss aus der zweiten Hälfte des 15. Jahrhunderts. Sein Netzrippengewölbe mit umlaufendem Gesims auf Halbrunddiensten ist wesentlich höher als das Gewölbe des Schiffs. Südlich am Chor ist die Sakristei angebaut. In der Chornordwand befindet sich eine einfache Renaissance-Sakramentsnische um 1600. Der dreigeschoßige gotische Westturm hatte ursprünglich eine nach zwei Seiten offene, sternrippengewölbte Turmhalle. Er trägt eine barocke Zwiebelhaube um 1700.
Im Dachboden über dem Langhausgewölbe befinden sich romanische Fenster sowie Fragmente frühgotischer Wandmalerei nach 1300: ein Blattrankenfries, die Heiligen Michael und Georg sowie weitere Heilige, das Jüngste Gericht mit Seelenwaage, Aureole und hl. Petrus sind erhalten.

## Ausstattung
Der Hochaltar mit Knorpelwerkwangen entstand im dritten Viertel des 17. Jahrhunderts, er wurde 1787 vom Bildhauer Johann Fortschegger für die Aufnahme eines Gnadenbildes verändert, er schuf die Mittelnische mit der überschnitzten Muttergottes, Tabernakel und Reliquiare.
Der Altar in der Südkapelle entstand um 1677 mit Knorpelwerkornament und den seitlichen Statuen der Heiligen Domenikus und Katharina von Siena aus 1677, im Mittelteil des Altares befindet sich eine bemerkenswerte spätgotische Schreingruppe Anbetung der Könige um 1485/1490 von Erasmus Grasser, 1966/1967 restauriert, von einem barocken Baldachin und Akanthusornament aus dem Ende des 17. Jahrhunderts umrahmt. Die Schreinrückseite zeigt einen gemalten Schmerzensmann. Der Aufsatz trägt die Gruppe Heiliger Wandel aus dem Ende des 17. Jahrhunderts.
Der Altar in der Nordkapelle entstand in der zweiten Hälfte des 18. Jahrhunderts, er trägt die Statuen der Heiligen Isidor und Notburga wohl aus der Werkstatt des Balthasar Prandtstätter, das Altarbild zeigt die Ansicht von Oppenberg mit dem Stifterpaar und darüber die Heiligen Anna, Patritius und Leonhard.
Es gibt eine Glocke aus dem 13. Jahrhundert. Eine Glocke aus 1504 zeigt Reliefmodelle der Werkstätte des Hans von Judenburg.
Die Kirche besitzt eine Orgel des späten 18. Jahrhunderts mit folgender Disposition:
| Manual C– |           |       |
| 1.        | Coppel    | 8‘    |
| 2.        | Prinzipal | 4‘    |
| 3.        | Flöte     | 4‘    |
| 4.        | Quinta    | 1 ⁄3′ |
| 5.        | Mixtur II |       |

| Pedal CDEF– |       |    |
| 6.          | Pedal | 8‘ |
| 7.          | Pedal | 4‘ |